# 유럽 연구 대학 연맹

유럽 연구 대학 연맹(영어: League of European Research Universities:LERU)은 유럽연합 가맹국간 연구중심형 대학 연합체로 2002년에 설립되었다.

## 가맹 대학
네덜란드
- 레이던 대학교
- 암스테르담 대학교
- 위트레흐트 대학교

 덴마크
- 코펜하겐 대학교

 독일
- 뮌헨 대학교
- 프라이부르크 대학교
- 하이델베르크 대학교

 벨기에
- 뢰번 가톨릭 대학교

 스웨덴
- 룬드 대학교

 스위스
- 제네바 대학교
- 취리히 대학교

 스페인
- 바르셀로나 대학교

 아일랜드
- 트리니티 칼리지 더블린

 영국
- 에든버러 대학교
- 옥스퍼드 대학교
- 유니버시티 칼리지 런던
- 임페리얼 칼리지 런던
- 케임브리지 대학교

 이탈리아
- 밀라노 대학교

 프랑스
- 소르본 대학교
- 스트라스부르 대학교
- 파리-사클레 대학교

 핀란드
- 헬싱키 대학교

### 이전 가맹 대학
- 카롤린스카 연구소

## 같이 보기
- 동아시아 연구형 대학 협회